# John Walker (programador)
John Walker (1950-2 de febrero de 2024) fue un programador estadounidense, fundador de la empresa de CAD software llamada Autodesk, y coautor de las primeras versiones de AutoCAD.

## Primeros proyectos
En los años 1974 y 1975, Walker escribió el software ANIMAL, el cual se autoreplicaba en máquinas UNIVAC 1100. Este es considerado uno de los primeros virus informáticos.
Antes de crear Autodesk, fundó una empresa de construcción de hardware integrado llamada Marinchip. Entre otras cosas, Marinchip fue pionera en traducción de numerosos compiladores de lenguaje informático a plataformas Intel.

## Fourmilab
En 1991 se mudó a Suiza, después de haber vivido más de 20 años en California, Actualmente, participa en proyectos de Fourmilab incluyendo un generador de números aleatorios de hardware llamado HotBits y su visaulizador de la Tierra y de la Luna.

## Activismo

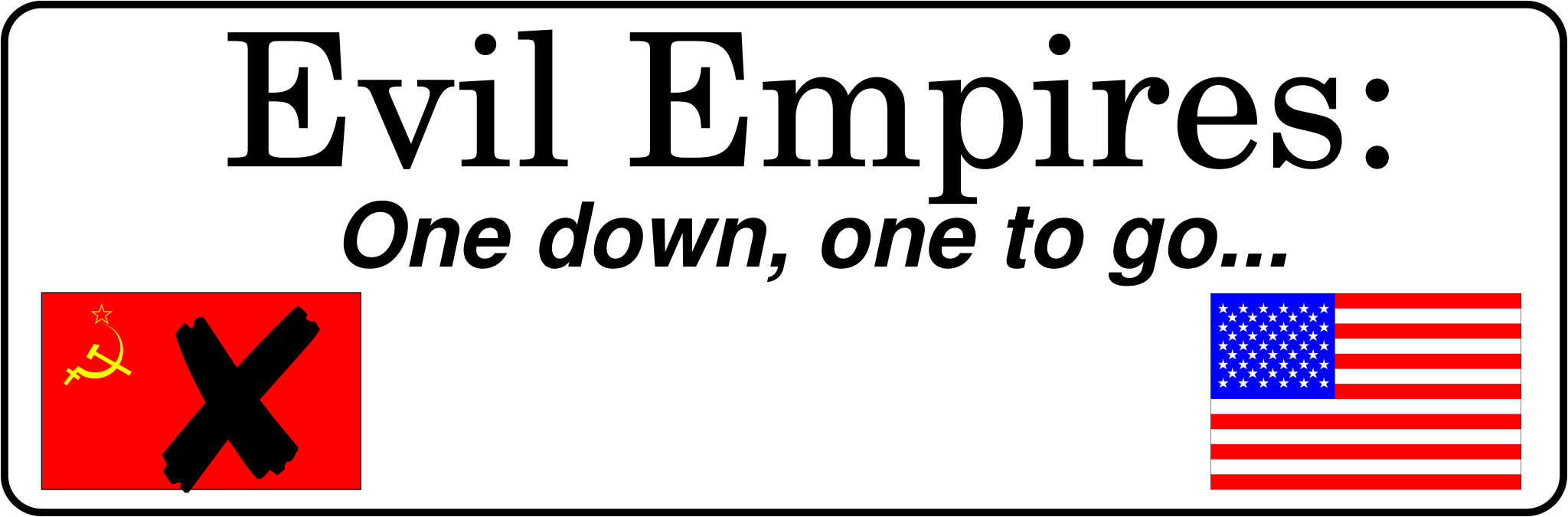
Etiqueta de Evil Empires

Además de la programación, John Walker fue un defensor social que escribió muchos artículos, incluyendo uno muy conocido sobre la censura en Internet llamado «The Digital Imprimatur». También era conocido por el libro The Hacker's Diet, una guía para acercarse a la pérdida de peso «tanto un problema de ingeniería, como un problema de gestión». Él ganó notoriedad durante la caída de la Unión Soviética por la creación de una calcomanía que anunció: «Evil Empires: Uno menos, uno para ir» con una bandera de Estados Unidos, al lado una bandera de la Unión Soviética tachada.